# Jeu-Maloches
Jeu-Maloches är en kommun i departementet Indre i regionen Centre-Val de Loire i de centrala delarna av Frankrike. Kommunen ligger i kantonen Écueillé som tillhör arrondissementet Châteauroux. År 2022 hade Jeu-Maloches 119 invånare.

## Befolkningsutveckling
Antalet invånare i kommunen Jeu-Maloches
Referens:INSEE